# Stelling van Van der Waerden
De stelling van Van der Waerden, genoemd naar Bartel Leendert van der Waerden, is een stelling uit de combinatoriek en een van fundamentele resultaten uit de Ramsey-theorie. Van der Waerden publiceerde ze in 1927 als bewijs van het vermoeden van Baudet. De stelling zegt dat, wanneer men de positieve gehele getallen in eindig vele klassen verdeelt, minstens een van deze klassen een rekenkundige rij van willekeurige lengte bevat.

## Stelling
Voor elke twee positieve gehele getallen {\displaystyle r} en {\displaystyle k} bestaat er een getal {\displaystyle N} zodanig dat, als men de gehele getallen 1 tot en met {\displaystyle N} in {\displaystyle r} klassen verdeelt, er minstens een klasse is die een rekenkundige rij van lengte {\displaystyle k} bevat. Het kleinste getal {\displaystyle N} waarvoor dit geldt noemt men het Van der Waerden-getal {\displaystyle W(r,k).}

## Van der Waerden-getallen
Van der Waerden bewees wel dat deze getallen bestaan, maar zijn bewijs gaf niet aan hoe ze berekend konden worden. Er is nog geen formule bekend waarmee ze berekend kunnen worden, en er zijn slechts weinig Van der Waerden-getallen exact bekend.
Het geval {\displaystyle r=1} is triviaal: {\displaystyle W(1,k)=k} voor elke {\displaystyle k} (er is slechts 1 klasse, namelijk die van de positieve gehele getallen, en die bevat elke rekenkundige rij {\displaystyle 1,2,\ldots ,k}).
Ook de Van der Waerden-getallen {\displaystyle W(r,2)} zijn eenvoudig te bepalen. Er geldt {\displaystyle W(r,2)=r+1}, want zodra een tweede getal in een klasse ondergebracht wordt, bevat deze klasse een rekenkundige rij van twee elementen; en voor {\displaystyle r} klassen gebeurt dit ten laatste bij het getal {\displaystyle r+1}. Dit is niets anders dan het duiventilprincipe.
Voor {\displaystyle r=2} met twee klassen zijn alleen de eerste vijf Van der Waerden-getallen bekend: 
{\displaystyle W(2,2)=3,\ W(2,3)=9,\ W(2,4)=35,\ W(2,5)=178,\ W(2,6)=1132.}
Elwyn Berlekamp vond voor deze getallen als {\displaystyle p} een priemgetal is de volgende ondergrens:
{\displaystyle W(2,p+1)\geq p\cdot 2^{p}}

### Bovengrens
Van der Waerden leidde in zijn bewijs een bovengrens voor {\displaystyle W(r,k)} af, die echter zeer snel stijgt (even snel als de Ackermannfunctie) en wellicht veel hoger is dan de reële waarde. Later werd die verbeterd, maar bleef nog steeds enorm groot. De beste gekende bovengrens, bepaald door Timothy Gowers in 2001, is:
{\displaystyle W(r,k)\leq 2^{2^{r^{2^{2^{k+9}}}}}}